# Staatssozialismus
Staatssozialismus ist eine Begriffsvariante des Sozialismus, die sich auf die Verstaatlichung der Produktionsmittel und des politischen Monopols bezieht. Staatssozialismus wird oft einfach nur als „Sozialismus“ bezeichnet. Das Attribut „Staat“ wird vor allem verwendet, um sich von den realsozialistischen Staaten des ehemaligen Warschauer Pakts, der Volksrepublik China und anderen demokratischen, antiautoritären oder staatskritischen sozialistischen Bewegungen und Theorien zu unterscheiden.

## Begriffsgeschichte
Nach marxistischer Auffassung heißt es, dass der Staat nach einer erfolgreichen Revolution nach und nach auf dem Weg zum Kommunismus „einschlafen“ (Friedrich Engels) werde, wenn er nicht mehr notwendig beziehungsweise überflüssig geworden sei. In einer Übergangszeit wird der Staat für die Diktatur des Proletariats gebraucht. Im Manifest der Kommunistischen Partei fordern Marx und Engels die Verstaatlichung aller Produktionsinstrumente: „Das Proletariat wird seine politische Herrschaft dazu benutzen, der Bourgeoisie nach und nach alles Kapital zu entreißen, alle Produktionsinstrumente in den Händen des Staats, d. h. des als herrschende Klasse organisierten Proletariats, zu zentralisieren und die Masse der Produktionskräfte möglichst rasch zu vermehren.“
Karl Marx und Friedrich Engels traten, besonders nach dem Scheitern der Pariser Kommune, für die Erringung der politischen Macht durch die Arbeiterklasse ein, die sich eben dazu in Arbeiterparteien organisieren müsse. So wurde innerhalb der Internationalen Arbeiterassoziation (IAA oder später „erste Internationale“, Londoner Konferenz vom 17. bis 23. September 1871 und Haager Kongress 2.–7. September 1872) auf ihr Betreiben hin eine von ihnen formulierte Resolution verabschiedet, die die Solidarität mit der Pariser Kommune bekundete und herausstellte, dass die „Konstituierung der Arbeiterklasse als politische Partei unerlässlich ist für den Triumph der sozialen Revolution und ihres Endzieles – der Abschaffung der Klassen“ sei. Daneben wurden später die Statuten um diesen Punkt, Konstituierung von Arbeiterparteien und die Eroberung der politischen Macht, ergänzt.
Realsozialistische Staaten, die von einer Kommunistischen Partei geführt werden, berufen sich zwar auf den Marxismus beziehungsweise Marxismus-Leninismus; es gibt jedoch auch Differenzen zwischen der Theorie von Karl Marx und diesen sozialistischen Staaten. 

## Kritik
Einige Kritiker meinten, dass diese Staaten überbürokratisiert seien und sich auf eine reine Verstaatlichung der Industrie beschränkt haben.
In der Realität konnte keiner der ehemaligen sozialistischen Staaten, auch wegen der ausgebliebenen Weltrevolution, „einschlafen“.
Der Charakter dieser Staaten ist innerhalb des Marxismus umstritten. Die Trotzkisten bezeichnen die sozialistischen Staaten als stalinistisch und behaupten, dass der sozialistische Anspruch einer bürokratischen Diktatur gewichen sei. Bestimmte Richtungen des Trotzkismus (unter Tony Cliff) halten die ehemaligen Staaten der UdSSR sogar für staatskapitalistisch und nicht staatssozialistisch.
Anarchisten kritisieren den Marxismus (mit dessen Anspruch zur Machteroberung und dessen Staatsidee) als Staatssozialismus, da nach ihren Vorstellungen für eine gesellschaftliche Inbesitznahme der Produktionsmittel kein Staat benötigt wird.
Historisch gesehen wurde die Bezeichnung auf die Bismarcksche Sozialpolitik bezogen, häufig von Liberalen – aber auch von Bismarck selbst.
Heute unterstützen viele linksgerichtete europäische Parteien verschiedene Formen der Verstaatlichung in der Form des demokratischen Sozialismus. Viele dieser zumeist gemäßigten sozialistischen Parteien negieren jedoch die Überwindung des Kapitalismus in Form einer sozialistischen Revolution, sie befürworten ein Weiterbestehen des kapitalistischen Staates, jedoch mit erweiterten sozialen Komponenten. Dies wird häufig auch als Staatssozialismus bezeichnet, ist letztendlich aber eine Variante der Sozialdemokratie, der Idee den Kapitalismus durch wohlfahrtsstaatliche Maßnahmen zu „zähmen“.